# Jagüey de Serranos
Jagüey de Serranos är en ort i Mexiko.   Den ligger i kommunen Manuel Doblado och delstaten Guanajuato, i den centrala delen av landet, 300 km nordväst om huvudstaden Mexico City. Jagüey de Serranos ligger 1 782 meter över havet och antalet invånare är 152.
Terrängen runt Jagüey de Serranos är kuperad åt nordost, men åt sydväst är den platt. Terrängen runt Jagüey de Serranos sluttar söderut. Runt Jagüey de Serranos är det ganska glesbefolkat, med 47 invånare per kvadratkilometer. Närmaste större samhälle är Cuerámaro, 18,0 km sydost om Jagüey de Serranos. Trakten runt Jagüey de Serranos består till största delen av jordbruksmark.